# Hereo de Peracora

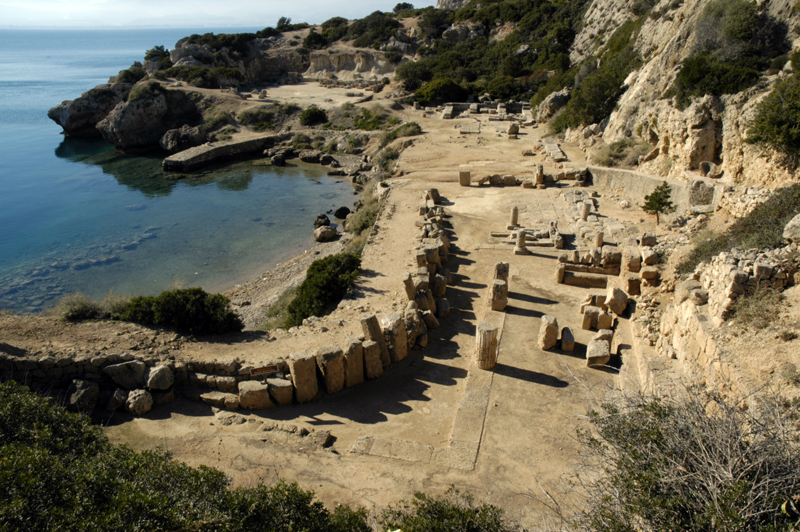
Vista de la parte baja del santuario mirando al oeste, con la estoa en forma de L y el templo de Hera Acrea al fondo.

El Hereo de Peracora era un santuario dedicado a la diosa Hera situado en un pequeño cabo del extremo de la península de Peracora, en el Golfo de Corinto. Se conoce como santuario de Hera Acrea (en griego ἀκραῖα «que está en un extremo») porque está situado en un cabo.

## Historia del santuario

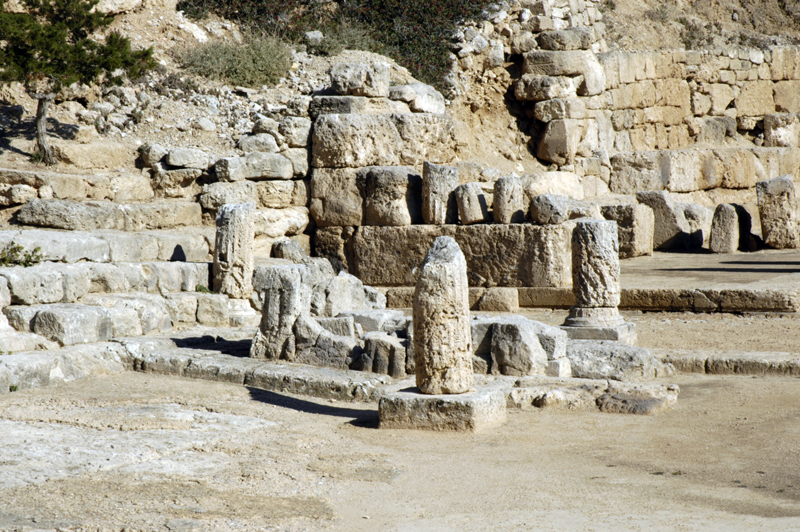
El Hereo de Peracora fotografiado por J. Matthew Harrington

El santuario probablemente estaba bajo el control de Corinto, dado que está orientado hacia los puertos de esta ciudad. La actividad de culto fue ininterrumpida entre el siglo IX a. C. y el año 146 a. C. cuando el general romano Mumio saqueó Corinto durante la guerra contra la Liga aquea. Cuando Pausanias visitó la zona no menciona este santuario. En el periodo romano se construyeron viviendas en el lugar, lo que indica que ya no era un emplazamiento sagrado. El yacimiento arqueológico es importante para el estudio de los orígenes del templo griego y los cultos rurales.

## Historia de las excavaciones
Algunos restos antiguos sobre una pequeña bahía en el extremo de la península fueron examinados ya en 1844 por el arqueólogo francés Philippe Le Bas.
Más tarde, entre 1930 y 1933, la Escuela Británica de Atenas puso al descubierto los restos más importantes del santuario, con una publicación de Humfry Payne y Thomas Dunbabin.

## Restos arqueológicos

Mapa del sitio arqueológico.
1. Atrio occidental
2. Casa romana
3. Estructura absidal
4. Templo de Hera Acrea
5. Altar
6. Estoa en forma de L
7. Cisterna
8. Habitaciones para banquetes
9. Canales de agua
10. Estanque sagrado
11. Recinto con hogar (posible templo de Hera Limenia)
12. Muros
13. Embarcadero moderno
14. Capilla moderna
15. Camino moderno

En la zona de la reducida bahía se han identificado restos inciertos de un primer templo, tal vez con ábside (en el depósito votivo se han hallado algunos modelos de terracota que presentan edificios absidiales) del periodo geométrico, probablemente destruido cuando Corinto ocupó la región, anteriormente dependiente de Megara. 
El santuario de Hera Acrea tuvo su mayor importancia hacia finales del siglo VI a. C. De esta época son los restos de un nuevo templo (10 x 31 m) y de un gran altar con triglifos. 
Además del templo de Hera, inusualmente antiguo y de forma peculiar, se encontraron restos de otras estructuras: una estoa en forma de L con columnas dóricas en la planta baja y jónicas en la superior
(de finales del siglo IV a. C.), una cisterna y lugares de banquete.
Los numerosos hallazgos votivos encontrados, sobre todo de época arcaica, incluyen pequeñas esculturas de bronce, estatuillas de terracota, marfiles, vasos con dibujos de las diversas partes de Grecia, Corinto incluido.
Además, los restos de otro recinto rectangular del siglo VII a. C., con un hogar para el fuego sagrado aparecieron en una colina cercana, pero posiblemente se tratase de un edificio destinado a ceremonias religiosas o a guardar ofrendas. La inscripción sobre un vaso votivo parece probar que este lugar estaba dedicado a Hera Limenia (limen, puerto).
De una antigua laguna proceden unos 200 platos de bronce y abundante cerámica. Dunbabin supone que allí tenía su sede un antiguo oráculo de Hera, ya mencionado por Estrabón.